# Meliton z Sardes
Meliton z Sardes (gr. Μελίτων Σάρδεων zm. ok. 180) – biskup Sardes koło Smyrny w zachodniej Anatolii, apologeta, ojciec Kościoła, święty prawosławny. 
Meliton żył w II wieku n.e. Był biskupem Sardes w Lidii. Zaliczany do drugiego pokolenia pisarzy wczesnochrześcijańskich (tzw. apologetów). Uczeń uczniów apostoła Jana. W liście Polikratesa z Efezu, kierowanym do papieża Wiktora, Meliton zaliczany jest do „wielkich gwiazd Azji, który całe życie był pełen Ducha Świętego”. Św. Hieronim cytuje za Tertulianem, że Meliton uważany był za proroka. Św. Hieronim przypisuje również Melitonowi ustanowienie kanonu ksiąg Starego Testamentu. Meliton zmarł około 175-180 roku. Na temat jego życia zachowało się bardzo niewiele dokumentów.

## Dzieła
Znane są tytuły licznych utworów Melitona, wyliczane przez Euzebiusza i Hieronima. Do dziś zachowała się w całości jedynie Homilia paschalna, w której wyraża przekonanie o urzeczywistnieniu się starotestamentowych proroctw w śmierci Chrystusa i odrzuceniu Izraela przez Boga. 
Oprócz tego zachowały się jedynie fragmenty apologii w obronie chrześcijan skierowanej do Marka Aureliusza (170 r.). Meliton był millenarystą, przeciwnikiem gnostycyzmu i marcjonizmu.

## Kult
Fragment Homilii paschalnej stanowi w obrządku rzymskim (forma zwyczajna) drugie czytanie godziny czytań na Wielki Czwartek, a także został wykorzystany przez zespół 2Tm2,3 w utworze Homilia Melitona z płyty 888.
Wymieniany w nielicznych kalendarzach 1 kwietnia.